# Odomas ruandanus
Odomas ruandanus är en insektsart som beskrevs av Rauno E. Linnavuori 1972. Odomas ruandanus ingår i släktet Odomas och familjen dvärgstritar. Inga underarter finns listade i Catalogue of Life.